# Patricia Taea
Patricia Taea, född 25 maj 1993, är en friidrottare från Cooköarna. Hon deltog vid olympiska sommarspelen 2012 och olympiska sommarspelen 2016.